# Grand-Reng
Grand-Reng és un nucli del municipi d'Erquelinnes a la província d'Hainaut a la regió valona de Bèlgica, a la frontera amb França. L'1 de gener del 2006 tenia 1.605 habitants a una superfície de 853 hectàrees.
Un cementiri amb unes dos-cents despulles indica la presència d'un assentament gal·loromà. També es van descobrir tombes franques. Des del 867 pertanyia al capítol d'Aquisgrà que el 1774 va cedir-lo a l'abadia d'Hautmont. Civilment, el territori es compartia entre una senyoria del Comtat d'Hainaut que el 1473 passà a la nissaga dels de Croÿ i una a la nissaga dels de Grand-Reng. Quan es fa traçar al llarg del riu La Trouille, la frontera amb França, el poble va tallar-se. La part francesa es diu Vieux-Reng. L'agricultura és l'activitat econòmica principal. Des del segle xiv s'hi van explotar mines de sorra. Al segle xix, una fàbrica de ceràmica efímera va ser l'única activitat industrial, que va desaparèixer el 1846. Des de la reforma administrativa a l'ocupació francesa (1797) fins a l'1 de gener del 1977 va ser un municipi independent.
Llocs d'interès
- L'antiga casa de la vila del segle XIX
- l'Església de la Mare de Déu del 1620 en estil gòtic tardiu.

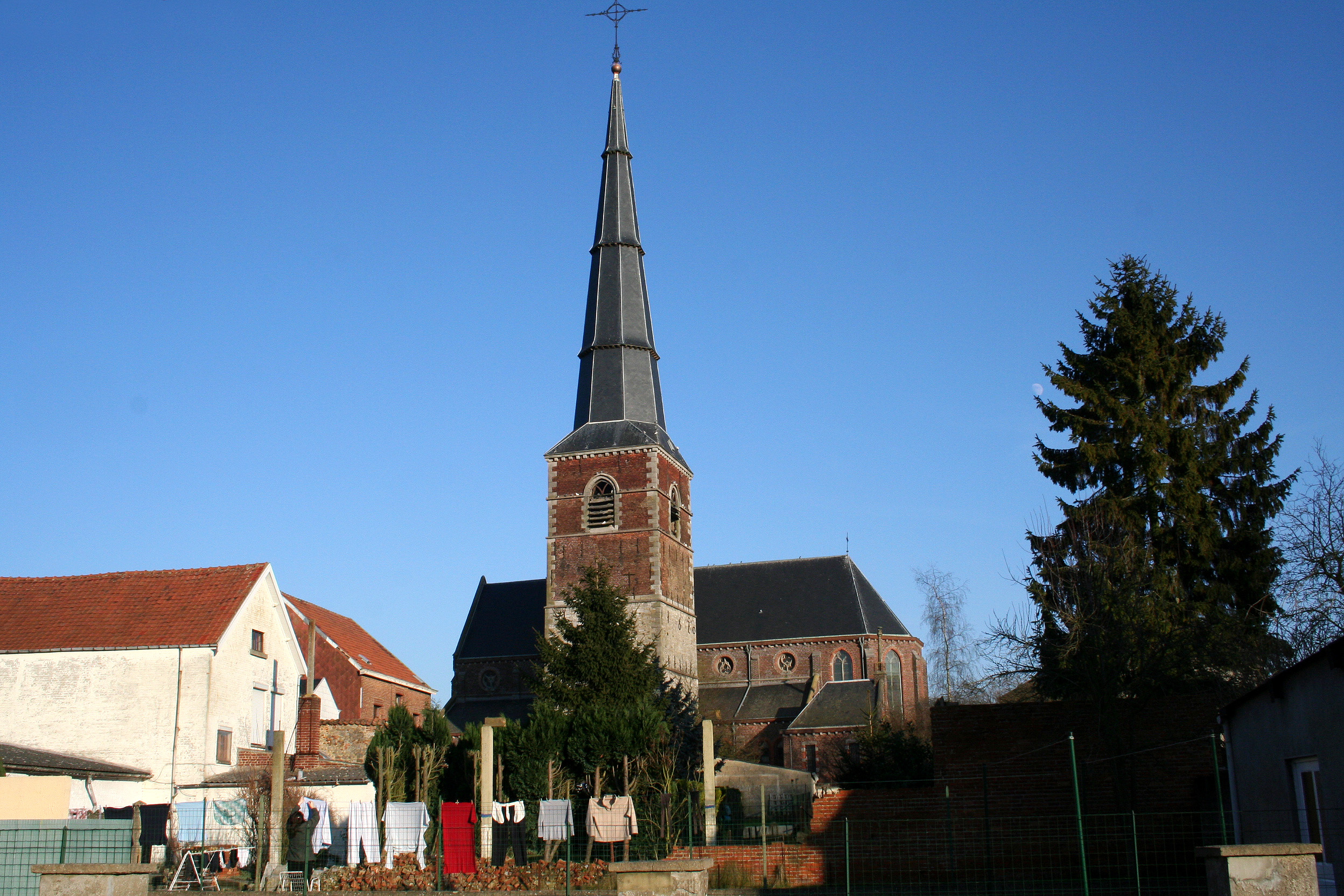
L'església de la Mare de Déu
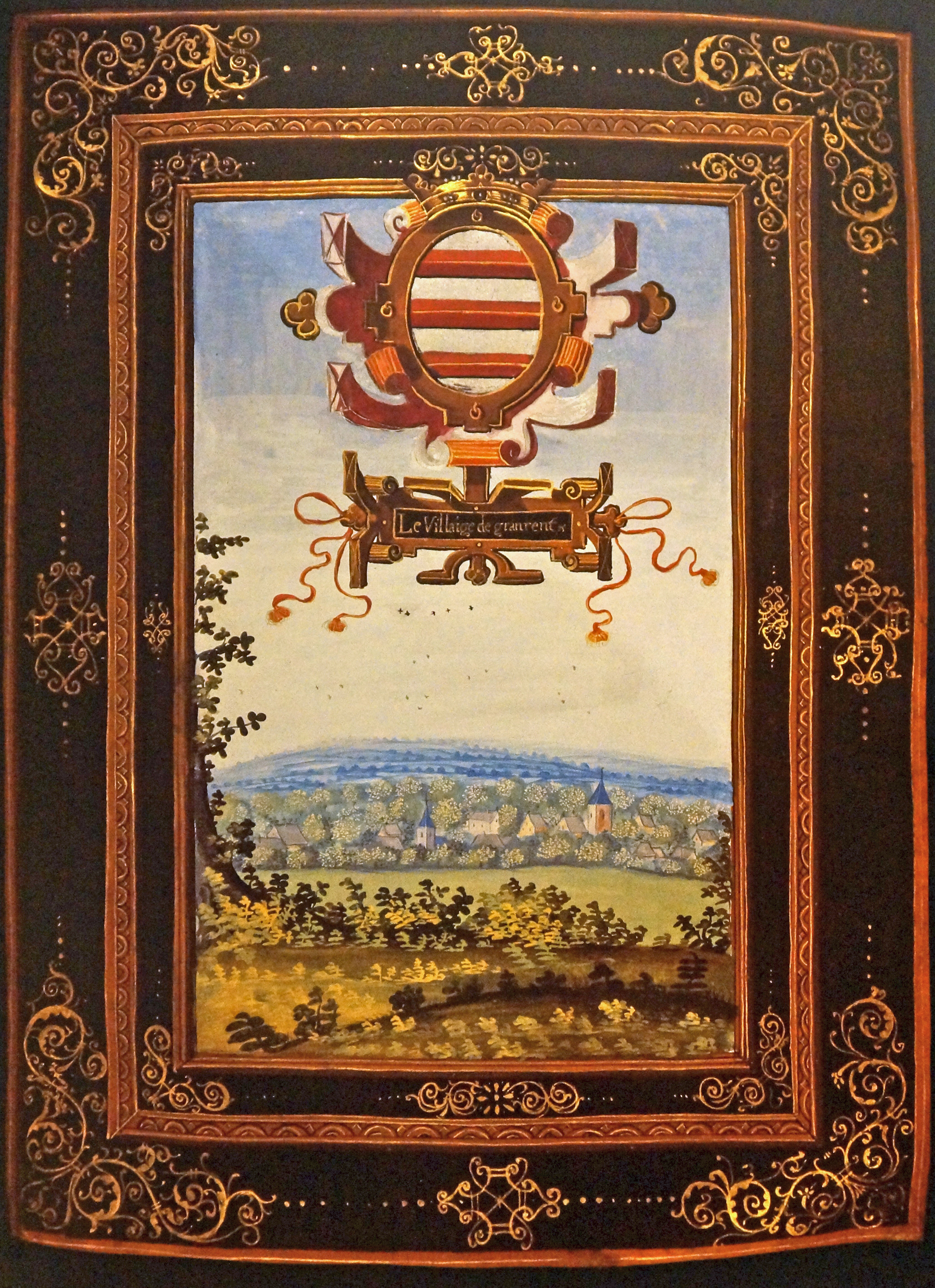
Grand-Reng a l'inici del segle xvi, extret dels Àlbums de Croÿ, guaix d'Adrià de Montigny